# 3-й истребительный авиационный полк (второго формирования)
3-й истребительный авиационный полк (3-й иап) — воинская часть Военно-воздушных сил (ВВС) Вооружённых Сил РККА, принимавшая участие в Советско-японской войне.

## Наименования полка

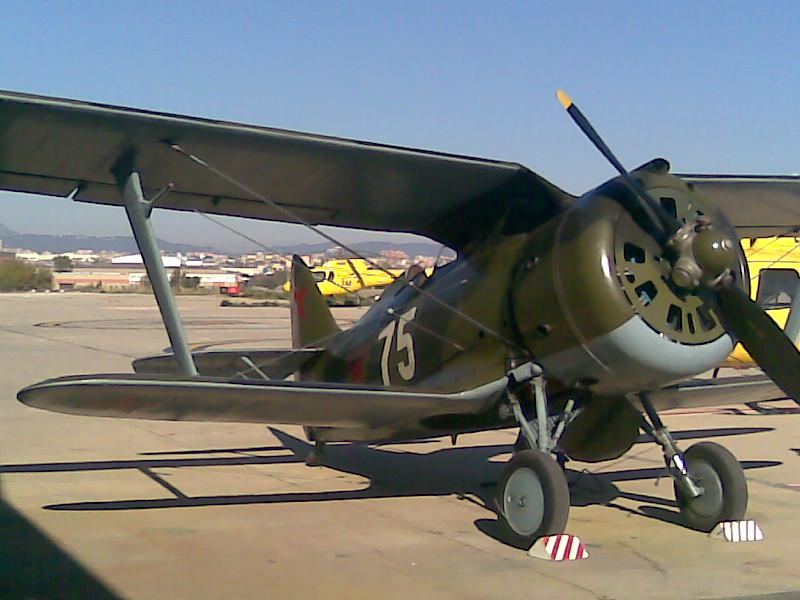
Самолет И-153

За весь период своего существования полк несколько раз менял своё наименование:
- 534-й истребительный авиационный полк (28.08.1941 г.);
- 3-й истребительный авиационный полк (29.11.1944 г.);
- 3-й истребительный авиационный полк ПВО (05.05.1945 г.);
- 3-й истребительный авиационный полк (29.01.1952 г.);
- 3-й истребительно-бомбардировочный авиационный полк (01.09.1960 г.);
- 3-й авиационный полк истребителей-бомбардировщиков (11.11.1976 г.);
- 3-й бомбардировочный авиационный полк (01.08.1983 г.);
- Полевая почта 40440.

## Создание полка
3-й истребительный авиационный полк образован путём переименования 534-го истребительного авиационного полка в составе 29-й иад 10-й воздушной армии Дальневосточного
фронта.

## Переименование полка
- 3-й истребительный авиационный полк 5 мая 1945 года был передан из 29-й иад 10-й воздушной армии Дальневосточного фронта в войска ПВО Территории Страны в состав 149-й иад ПВО и получил наименование 3-й истребительный авиационный полк ПВО[1]
- 3-й истребительный авиационный полк ПВО 29 января 1952 года вместе со 149-й иад ПВО был передан из войск ПВО в состав ВВС СССР и получил обратно наименование 3-й истребительный авиационный полк.
- В 1960 году в связи с созданием нового рода авиации 1 сентября 1960 года полк был преобразован в 3-й истребительно-бомбардировочный авиационный полк на самолетах МиГ-17 с последующим перевооружением на Су-7Б.
- 3-й истребительно-бомбардировочный авиационный полк 11 ноября 1976 года был переименован в 3-й авиационный полк истребителей-бомбардировщиков.
- 3-й авиационный полк истребителей-бомбардировщиков в декабре 1982 года получил самолеты-бомбардировщики Су-24 и в августе 1983 года получил наименование 3-й бомбардировочный авиационный полк.

## Расформирование полка
3-й бомбардировочный авиационный полк в ходе сокращения ВВС и вывода войск с территории Европы из Северной группы войск 9 сентября 1992 года после вывода с аэродрома Шпротава на аэродром Лебяжье был расформирован.

## В действующей армии
В составе действующей армии:
- с 9 августа 1945 года по 3 сентября 1945 года

## Командиры полка
- майор Меняйло Александр Михайлович[2], 02.12.1942 — 08.1945

## В составе соединений и объединений
| Период        | Фронт (округ)                   | армия                     | корпус                                     | дивизия                                                  | примечание                                                                |
| ------------- | ------------------------------- | ------------------------- | ------------------------------------------ | -------------------------------------------------------- | ------------------------------------------------------------------------- |
| 29.11.1944 г. | Дальневосточный фронт           | 10-я воздушная армия      | ВВС армии                                  | 29-я истребительная авиационная дивизия                  | И-153                                                                     |
| 05.05.1945 г. | Дальневосточный фронт           | Приморская армия ПВО      |                                            | 149-я истребительная авиационная дивизия ПВО             | И-153                                                                     |
| 30.05.1945 г. | Дальневосточный фронт           | Приморская армия ПВО      |                                            | 149-я истребительная авиационная дивизия ПВО             | перевооружен с И-153 на Як-9Т (получил 11 машин) и Як-9М (19 машин)       |
| 08.08.1945 г. | Дальневосточный фронт           | Приморская армия ПВО      |                                            | 149-я истребительная авиационная дивизия ПВО             | имел в боевом составе 32 Як-9 (во 2-й и 3-й аэ, 1-я аэ была без матчасти) |
| 09.08.1945 г. | Дальневосточный фронт           | Приморская армия ПВО      |                                            | 149-я истребительная авиационная дивизия ПВО             | принимал участие в Советско-японской войне на самолетах Як-9              |
| 03.09.1945 г. | Дальневосточный фронт           | Приморская армия ПВО      |                                            | 149-я истребительная авиационная дивизия ПВО             | 1-я эскадрилья получила на вооружение 13 истребителей Як-3                |
| 01.01.1946 г. | Дальневосточный военный округ   | Приморская армия ПВО      |                                            | 149-я истребительная авиационная дивизия ПВО             | полк полностью перевооружен на Як-3                                       |
| 01.07.1946 г. | Дальневосточный военный округ   | Приморская армия ПВО      | 1-й истребительный авиационный корпус ПВО  | 149-я истребительная авиационная дивизия ПВО             | Як-3                                                                      |
| 20.02.1949 г. | Дальневосточный военный округ   | Приморская армия ПВО      | 65-й истребительный авиационный корпус ПВО | 149-я истребительная авиационная дивизия ПВО             | Як-3                                                                      |
| 01.09.1951 г. | Дальневосточный военный округ   | Приморская армия ПВО      | 65-й истребительный авиационный корпус ПВО | 149-я истребительная авиационная дивизия ПВО             | МиГ-15                                                                    |
| 29.01.1952 г. | Дальневосточный военный округ   | 54-я воздушная армия      |                                            | 149-я истребительная авиационная дивизия                 | МиГ-15                                                                    |
| 11.10.1952 г. | ПВО Китая                       | 54-я воздушная армия      |                                            | 149-я истребительная авиационная дивизия                 | Цзиньчжоу, МиГ-15                                                         |
| 15.03.1953 г. | ПВО Китая                       | 54-я воздушная армия      |                                            | 149-я истребительная авиационная дивизия                 | Саншилипу, МиГ-15                                                         |
| 18.04.1955 г. | ПВО Китая                       | 54-я воздушная армия      |                                            | 149-я истребительная авиационная дивизия                 | в составе 149-й иад ж/д транспортом перебазировался из Китая в Польшу     |
| 23.05.1955 г. | Северная группа войск           | 37-я воздушная армия      |                                            | 149-я истребительная авиационная дивизия                 | Шпротава, МиГ-15                                                          |
| 01.08.1955 г. | Северная группа войск           | 37-я воздушная армия      |                                            | 149-я истребительная авиационная дивизия                 | Шпротава, МиГ-17                                                          |
| 01.09.1960 г. | Северная группа войск           | 37-я воздушная армия      |                                            | 149-я истребительно-бомбардировочная авиационная дивизия | Шпротава, МиГ-17, переформирован в ибап                                   |
| 01.09.1960 г. | Северная группа войск           | 37-я воздушная армия      |                                            | 149-я истребительно-бомбардировочная авиационная дивизия | Шпротава, МиГ-17, Су-7Б                                                   |
| 01.09.1961 г. | Северная группа войск           | 37-я воздушная армия      |                                            | 149-я истребительно-бомбардировочная авиационная дивизия | Кшива, МиГ-17, Су-7Б                                                      |
| 01.07.1964 г. | Северная группа войск           | ВВС Северной группы войск |                                            | 149-я истребительно-бомбардировочная авиационная дивизия | Кшива, МиГ-17, Су-7Б                                                      |
| 01.04.1968 г. | Северная группа войск           | 4-я воздушная армия       |                                            | 149-я истребительно-бомбардировочная авиационная дивизия | Кшива, МиГ-17, Су-7Б                                                      |
| 01.06.1976 г. | Северная группа войск           | 4-я воздушная армия       |                                            | 149-я истребительно-бомбардировочная авиационная дивизия | Кшива, МиГ-27                                                             |
| 11.11.1976 г. | Северная группа войск           | 4-я воздушная армия       |                                            | 149-я авиационная дивизия истребителей-бомбардировщиков  | Кшива, МиГ-27, преобразован в апиб                                        |
| 01.08.1980 г. | Северная группа войск           | 4-я воздушная армия ВГК   |                                            | 149-я авиационная дивизия истребителей-бомбардировщиков  | Кшива, МиГ-27                                                             |
| 01.12.1982 г. | Северная группа войск           | 4-я воздушная армия ВГК   |                                            | 149-я авиационная дивизия истребителей-бомбардировщиков  | Кшива, Су-24                                                              |
| 01.08.1983 г. | Северная группа войск           | 4-я воздушная армия ВГК   |                                            | 149-я бомбардировочная авиационная дивизия               | Кшива, Су-24, преобразован в бап                                          |
| 01.06.1992 г. | Северная группа войск           | 4-я воздушная армия ВГК   |                                            | 149-я бомбардировочная авиационная дивизия               | Шпротава, Су-24, преобразован в бап                                       |
| 04.06.1992 г. | Северо-Кавказский военный округ | 4-я воздушная армия       |                                            |                                                          | Лебяжье, Су-24                                                            |
| 09.09.1992 г. | Северо-Кавказский военный округ | 4-я воздушная армия       |                                            |                                                          | Лебяжье, Су-24, расформирован                                             |

## Участие в операциях и битвах
- Сунгарийская наступательная операция — с 9 августа 1945 года по 2 сентября 1945 года.
- Южно-Сахалинская операция — с 11 августа 1945 года по 25 августа 1945 года.

## Статистика боевых действий
Всего за годы Советско-японской войны полком:
| Выполнено боевых вылетов | Воздушных боёв | Сбито самолетов в воздухе |
| ------------------------ | -------------- | ------------------------- |
| 13                       | не было        | 0                         |

## Самолёты на вооружении
| Период      | Самолеты  |
| ----------- | --------- |
| 1941 — 1945 | И-153     |
| 1945 — 1946 | Як-9 М, Т |
| 1945 — 1951 | Як-3      |
| 1951 — 1955 | МиГ-15    |
| 1955 — 1968 | МиГ-17    |
| 1960 — 1968 | Су-7Б     |
| 1968 — 1976 | Су-7БМ    |
| 1976 — 1983 | МиГ-27    |
| 1982 — 1992 | Су-24     |

| Су-7 | МиГ-27 | Су-24 |

## Базирование
| Период                  | Место базирования              |
| ----------------------- | ------------------------------ |
| 28.08.1941 — 12.07.1943 | Переяславка, Хабаровский край  |
| 12.07.1943 — 20.09.1947 | Николаевка, Приморский край    |
| 20.09.1947 — 11.10.1952 | Хабаровск, Хабаровский край    |
| 11.10.1952 — 15.03.1953 | Цзиньчжоу, Китай               |
| 15.03.1953 — 18.04.1955 | Саншилипу, Китай               |
| 23.05.1955 — 09.1961    | Шпротава, Польша               |
| 09.1961 — 06.1992       | Кшива, Польша                  |
| 01.06.1992 — 04.06.1992 | Шпротава, Польша               |
| 04.06.1992 — 09.09.1992 | Лебяжье, Волгоградская область |